# Åseda socken
Åseda socken i Småland ingick i Uppvidinge härad i Värend och området ingår sedan 1971 i Uppvidinge kommun och motsvarar från 2016 Åseda distrikt i Kronobergs län.
Socknens areal är 263,68 kvadratkilometer, varav land 252,94. År 2000 fanns här 3 238 invånare. Tätorten Åseda med sockenkyrkan Åseda kyrka ligger i socknen. 

## Administrativ historik
Socknen har medeltida ursprung.
Vid kommunreformen 1862 övergick socknens ansvar för de kyrkliga frågorna till Åseda församling och för de borgerliga frågorna till Åseda landskommun. I landskommunen bildades 1943 Åseda köping som 1965 inkorporerade hela landskommunen. Köpingen uppgick sedan 1971  i Uppvidinge kommun.
1 januari 2016 inrättades distriktet Åseda, med samma omfattning som församlingen hade 1999/2000.
Socknen har tillhört samma fögderier och domsagor som Uppvidinge härad. De indelta soldaterna tillhörde Kalmar regemente, Östra Härads och Uppvidinge kompanier, Smålands grenadjärkår, Östra härads kompani och Smålands husarer, Växjö kompani.

## Geografi
Åseda socken ligger i nordöstra Kronobergs län omkring Badebodaån. Området är en skogsbygd med talrika mossar.

## Fornminnen
Två hällkistor är  kända. liksom flera rösen från bronsåldern och några järnåldersgravar. En silverskatt från 1200-talet hittades 1887 vid Badeboda, Badebodaskatten.

## Namnet
Namnet (1364 Asidhum), taget från kyrkbyn, består av förledet å och efterledet sidd, sidlänt, sluttande mot vattnet. före 1927 skrevs orten också Åsheda socken. 

### Fotnoter
1. 1 2 3  Svensk Uppslagsbok Åseda socken
2. 1 2  Harlén, Hans; Harlén Eivy (2003). Sverige från A till Ö: geografisk-historisk uppslagsbok. Stockholm: Kommentus. Libris 9337075. ISBN 91-7345-139-8
3. ↑  Administrativ historik för Åseda socken (Klicka på församlingsposten). Källa: Nationella arkivdatabasen, Riksarkivet.
4. 1 2  Sjögren, Otto (1931). Sverige geografisk beskrivning del 2 Östergötlands, Jönköpings, Kronobergs, Kalmar och Gotlands län. Stockholm: Wahlström & Widstrand. Libris 9939
5. 1 2 3  Nationalencyklopedin
6. ↑  Fornlämningar, Statens historiska museum: Åseda socken
7. ↑  Fornminnesregistret, Riksantikvarieämbetet: Åseda socken Fornminnen i socknen erhålls på kartan genom att skriva in sockennamn (utan "socken") i "Ange geografiskt område"